# Helmer Bernhardt
Axel Helmer Thure Gustaf Bernhardt, född 9 maj 1863, död 9 september 1944 i Stockholm, var en svensk ingenjör.
Bernhardt utexaminerades från Tekniska högskolan 1886, var byråingenjör vid Väg- och vattenbyggnadsstyrelsen 1901–1906, bankdirektör vid Bergslagernas järnvägar 1906–1930, blev major vid Väg- och vattenbyggnadskåren 1914 och överintendent i hovstaten 1926. Han deltog i byggandet av flera järnvägslinjer och ledde bland annat utförandet av järnvägen Ängelsberg-Vansbro samt nedlade ett betydelsefullt arbete i planerandet av Göteborgs centralbangård.